# Jean-Paul Maho
Jean-Paul Maho (nascido em 20 de fevereiro de 1945) é um ex-ciclista francês que representou França nos Jogos Olímpicos de Verão de 1976 em Montreal, onde competiu na corrida de 100 km contrarrelógio por equipes, terminando em vigésimo lugar.